# José Veiga Simão
José Veiga Simão (ur. 2 stycznia 1929 w m. Guarda, zm. 3 maja 2014 w Lizbonie) – portugalski polityk, fizyk i nauczyciel akademicki, profesor, minister.

## Życiorys
Absolwent nauk fizycznych i chemicznych na Uniwersytecie w Coimbrze (1951), doktoryzował się na tej uczelni w 1957. W tym samym roku uzyskał też doktorat z fizyki jądrowej na University of Cambridge. Pracował jako nauczyciel akademicki na Uniwersytecie w Coimbrze, w 1961 objął na nim stanowisko profesora. W latach 1963–1970 pełnił funkcję rektora Universidade Eduardo Mondlane.
Od 1970 do 1974 sprawował urząd ministra edukacji w ostatnim przed rewolucją goździków rządzie Marcela Caetano. W tym okresie zainicjował powołanie Uniwersytetu Minho oraz Uniwersytetu w Aveiro. W latach 1974–1975 pełnił funkcję ambasadora Portugalii przy ONZ. Podczas pobytu w USA wykładał na Uniwersytecie Yale. Pod koniec lat 70. przewodniczył komisji do spraw utworzenia LNETI, instytucji badawczo rozwojowej. Kierował nią następnie w latach 1979–1983 i 1985–1992.
W międzyczasie powrócił do aktywności politycznej, w 1983 z ramienia Partii Socjalistycznej wszedł w skład Zgromadzenia Republiki III kadencji. W latach 1983–1985 był ministrem przemysłu i energii w rządzie Mária Soaresa. Od 1997 do 1999 zajmował stanowisko ministra obrony narodowej w gabinecie Antónia Guterresa. Doradzał różnym uniwersytetom, działał w organizacji gospodarczej Associação Industrial Portuguesa.

## Odznaczenia
- Wielki Oficer Orderu Imperium (1968)[6]
- Krzyż Wielki Orderu Infanta Henryka (1986)[6]
- Krzyż Wielki Orderu Edukacji Publicznej (1991)[6]
- Krzyż Wielki Orderu Świętego Jakuba od Miecza (1992)[6]